# Block, Inc.
Block, Inc., bis 10. Dezember 2021 Square, Inc., ist ein US-amerikanisches Finanzdienstleistungs- und Mobile-Payment-Unternehmen mit Hauptsitz in San Francisco. Das Unternehmen vertreibt verschiedene Software- und Hardware-Produkte und hat sich zu einem Dienstleister für kleine Unternehmen und Privatpersonen entwickelt. Millionen Unternehmen nutzen seine Technologie, um Kreditkartenzahlungen zu vereinfachen und Verkäufe zu verfolgen. Das Unternehmen wurde 2009 von Jack Dorsey und Jim McKelvey gegründet und startete seinen ersten Service im Jahr 2010. Seit November 2015 wird das Unternehmen als Aktiengesellschaft am New York Stock Exchange gehandelt. Seine Cash App hatte im Jahr 2024 über 50 Millionen Nutzer. 2023 wickelte das Unternehmen Zahlungen in Höhe von über 200 Milliarden US-Dollar ab.
Der ehemalige Name Square (Deutsch: Quadrat) leitet sich von den quadratischen Kartenlesern des Unternehmens ab. Der neue Name Block beruht auf dem Begriff Blockchain.

## Geschichte
Die ursprüngliche Inspiration für Square kam Jack Dorsey 2009, als Jim McKelvey (damals ein Freund von Dorsey in St. Louis) den Verkauf eines seiner Glaskunst-Werke im Wert von 2.000 US-Dollar nicht abschließen konnte, weil er keine Kreditkarten zur Zahlung akzeptieren konnte. Bevor Square zum erfolgreichen, in San Francisco ansässigen Technologieunternehmen wurde, hatten Mitbegründer Jack Dorsey, der auch Twitter gründete, und Jim McKelvey, in einem kleinen Büro in ihrer Heimatstadt St. Louis an der Idee gearbeitet.
Der Square Reader war das erste Produkt der Firma. Kreditkartenzahlungen wurden über einen Klinkenstecker eines Mobilgeräts akzeptiert. Die ursprüngliche Version bestand aus einem einfachen Lesekopf, der direkt mit einem 3,5-mm-Klinkenstecker verbunden war und über den unverschlüsselte analoge Karteninformationen zur Verstärkung und Digitalisierung an Smartphones weitergeleitet wurden. Mit der Zeit entwickelte Square weitere Produkte, welche mehr in den Bereich der Dienstleistungen fallen. Viele Kleinunternehmer, welche es sich ansonsten nicht hätten leisten können, Kreditkarten anzunehmen, nutzten diese Dienste aufgrund ihrer relativen Simplizität.
Zu den frühen Investoren in das Unternehmen zählten Acequia Capital, Sequoia Capital und Khosla Partners. Am 19. November 2015 hatte Square sein Debüt (IPO) an der New Yorker Börse mit einem anfänglichen Marktwert von 2,9 Milliarden US-Dollar. Bis 2018 war dieser auf über 30 Milliarden US-Dollar angewachsen. Im Jahr 2014 startete das Unternehmen Square Capital, das Händlern, die Square nutzen, Unternehmensfinanzierungen anbietet. Im Juni 2015 gab Apple bekannt, dass Square einen neuen Reader herausbringen wird, der auch Apple Pay und andere kontaktlose Zahlungen akzeptiert.
Die Cash App (ehemals Square Cash), welche 2013 eingeführt wurde, ermöglicht den persönlichen Geldtransfer über die App oder die Website. Im März 2015 führte das Unternehmen Square Cash für Unternehmen ein, welches es Einzelpersonen, Organisationen und Geschäftsinhabern ermöglicht, mit einem eindeutigen Benutzernamen Geld zu senden und zu empfangen. Im November 2017 kündigte die Square Cash App ein Testprogramm an, das bestimmten Benutzern den Handel mit Bitcoin ermöglichte.
Square kaufte in seinem Expansionsprozess mehrere kleinere Start-up-Unternehmen auf.  Am 27. April 2018 gab Square die Übernahme von Weebly mit Sitz in San Francisco bekannt, einem Unternehmen für Website-Erstellung und Webhosting. Square erwarb im August 2014 den Lebensmittel-Lieferservice Caviar. Nach der Einführung von Square for Restaurants im Mai 2018 war das Unternehmen das erste Unternehmen, das sowohl einen Lebensmittel-Lieferservice als auch einen Point-of-Sale-Service besaß.
Im August 2019 wurde Caviar für 410 Millionen US-Dollar an DoorDash verkauft.
Im Oktober 2020 gab Square auf Twitter bekannt, dass es 50 Millionen US-Dollar an Bitcoin gekauft habe, damit wurde es nach MicroStrategy (heute Strategy Inc) zum zweiten an einer Börse gehandelten Unternehmen, das Bitcoin kauft.
Im Jahr 2020 bereitete Square die Expansion der Cash App nach Europa vor.
2021 kaufte Square die Mehrheit am Musikstreaminganbieter Tidal für 297 Millionen US-Dollar auf und ernannte den Rapper Jay-Z zum Mitglied des Verwaltungsrats.
Im August 2021 gaben Afterpay und Square, Inc. bekannt, dass sie eine Vereinbarung zur Übernahme von Afterpay durch Square für 29 Milliarden US-Dollar (39 Milliarden AUD) getroffen haben, die im Januar 2022 abgewickelt wurde.
Mitte 2021 kündigte der CEO Jack Dorsey die Entwicklung einer Plattform für dezentralisierte Finanzdienstleistung beruhend auf Bitcoin an. Im 10. Dezember 2021 wurde die Firma Square, Inc. in Block, Inc. umbenannt. Das hauptsächliche Zahlungsdienstleistungsprodukt für kleine Unternehmen wird weiterhin unter dem Namen Square bekannt sein.
Im Dezember 2023 brachte Block in 95 Ländern Bitkey auf den Markt, eine Hardware-Wallet für die Kryptowährung Bitcoin, die sich selbst verwahrt. Die Geldbörse ermöglicht es Anlegern, ihre Bitcoin außerhalb von Börsen zu besitzen, zu verwalten und zu lagern.
Im April 2024 berichtete CNBC, dass Block verkündet hat, die Entwicklung seines eigenen, eigenständigen Drei-Nanometer-Bitcoin-Mining-Chips abgeschlossen zu haben und das Design mit der Halbleiter-Industrie abzustimmen. Die Entwicklung des Chips dient laut CEO Dorsey dazu, ein eigenes dezentrales Bitcoin-Mining-System aufzubauen, welches den Zugang zum Mining von Bitcoins "demokratisieren" soll. Im November 2024 wurde berichtet, dass Block viele Mitarbeiter seines Dienstes Tidal, TBD und Square entlassen würde, um sich auf Bitcoin zu konzentrieren.

## Marken

Logo von Square

- Logo von SquareAfterpay
- Bitkey
- Cash App
- Square
- TBD
- Tidal
- Weebly

## Kennzahlen
| GJ   | Umsatz in Mio. US-$ | Bilanzgewinn in Mio. US-$ | Angestellte |
| ---- | ------------------- | ------------------------- | ----------- |
| 2012 | 203                 | −85                       |             |
| 2013 | 552                 | −104                      |             |
| 2014 | 850                 | −154                      | 1.282       |
| 2015 | 1.267               | −212                      | 1.449       |
| 2016 | 1.709               | −172                      | 1.853       |
| 2017 | 2.214               | −63                       | 2.338       |
| 2018 | 3.298               | −38                       | 3.349       |
| 2019 | 4.714               | 375                       | 3.835       |
| 2020 | 9.498               | 213                       | 5.477       |
| 2021 | 17.661              | 166                       | 8.521       |
| 2022 | 17.532              | −541                      | 12.428      |
| 2023 | 21.916              | 10                        | 12.985      |